# Skład gatunkowy drzewostanu
Skład gatunkowy opisuje procentowy udział poszczególnych gatunków drzew w drzewostanie. Określa się go z dokładnością do 10%, przy czym opis składu gatunkowego zapisuje się cyframi arabskimi przy symbolu gatunku drzewa, do którego procentowy udział się odnosi.
Np. 6Db 4So 60l. oznacza, że w 60-letnim drzewostanie 40% drzew stanowi sosna zwyczajna natomiast 60% stanowi dąb bezszypułkowy.
Szacowanie procentowego udziału poszczególnych gatunków drzew wykonuje się wyłącznie dla gatunków, których udział w drzewostanie przekracza 5%, natomiast gatunki drzew, których udział w drzewostanie jest mniejszy, niż 5% zaliczane są do gatunków domieszkowych.
Określanie procentowego udziału drzew w drzewostanie wykonuje się na dwa sposoby:
- powierzchniowy – tj. powierzchni zajmowanej przez dany gatunek w stosunku do powierzchni całego pododdziału – dotyczący etapu (fazy) uprawy.
- ilościowy – tj. objętości (tzw. masy lub miąższości) drzew danego gatunku w stosunku do łącznej miąższości drzew w drzewostanie – określany w późniejszych etapach.